# Euryops
Euryops là một chi thực vật có hoa trong họ Cúc (Asteraceae). Chi này có khoảng 100 loài.

## Loài
Chi Euryops gồm các loài đặc trưng:
- Euryops abrotanifolius (L.) DC.
- Euryops acraeus M.D.Hend.
- Euryops algoensis DC.
- Euryops annae E.Phillips
- Euryops annuus Compton
- Euryops anthemoides B.Nord.